# Samoa na Letnich Igrzyskach Olimpijskich 2008
Samoa na XXIX Letnich Igrzyskach Olimpijskich w Pekinie reprezentowało siedmiu sportowców w sześciu dyscyplinach sportu.
Był to siódmy start Samoa na letnich igrzyskach olimpijskich (nieprzerwanie od 1984 roku).

## Reprezentanci

### Boks
- kategoria do 81 kg mężczyzn: Farani Tavui – odpadł w I rundzie (przegrał przez RSCH z Chorwatem Marijo Sivoliją-Jelicą)[2]

### Kajakarstwo
- K-1 mężczyzn na dystansie 500 m: Rudolf Williams – w eliminacjach zajął 8. miejsce przechodząc do półfinału w którym nie startował
- K-1 mężczyzn na dystansie 1000 m: Rudolf Williams – odpadł w półfinale (9. miejsce)

### Lekkoatletyka
- bieg na 800 m mężczyzn: Aunese Curreen – odpadł w kwalifikacjach (29. czas)
- rzut oszczepem kobiet: Serafina Akeli – 49. miejsce

### Łucznictwo
- indywidualny konkurs mężczyzn: Muaausa Joseph Walter – odpadła w 1/32 finału (przegrana 88-116 z Meksykaninem Juanem Rene Serrano)[3]

### Pływanie
- Emma Hunter[4]

### Podnoszenie ciężarów
- kategoria +75 kg kobiet: Ele Opeloge – srebrny medal